# Scala (Italien)
 For alternative betydninger, se Scala. (Se også artikler, som begynder med Scala)
Scala er en by i Campania, Italien med 1.496 (2023) indbyggere.